# Університет (жіночий футбольний клуб, Вітебськ)
«Університет» (біл. Жаночы футбольны клуб «Універсітэт»)  — білоруський жіночий футбольний клуб з міста Вітебська.

## Історія
Перша жіноча футбольна команда в місті Вітебськ була створена (при обласній СДЮШОР профспілок з ігрових видів спорту «Двіна») в 1995 році під назвою «Двіна» і в чемпіонаті Білорусі 1995 року завоювала 4 місце. Після закінчення сезону команда об'єдналася зі студентською командою Вітебського державного університету, який мав хорошу матеріальну базу й до 2003 року виступала під назвою «Університет-95». З 2004 року виступала під назвою «Університет-Двіна», а з 2006 року носила назву «Університет». Фінансові проблеми клубу почалися в жовтні 2013 року зі відходом з поста ректора ВДУ Олександра Солодкова — безгрошів'я призвело до ліквідації клубу в 2015 році.
вклад у розвиток білоруського футболу
Завдяки відмінним показниками клубу показаним у розіграшах Кубку УЄФА команди Білорусі вже через 5 років, з початку першого розіграшу Кубку УЄФА, були звільнені від участі у відбіркових етапах. І тим дивніше виглядав той факт, що чемпіона Білорусі 2009 року усунули від участь в Кубку УЄФА 2010/11 року (виступав срібний призер ЧБ-2009 року).

## Досягнення
титульні
- Вища ліга Білорусі
  -  Чемпіон (6): 2004, 2005, 2006, 2007, 2008, 2009
  -  Срібний призер (3): 1998, 1999, 2001
  -  Бронзовий призер (1): 2002, 2003

- Кубок Білорусі
  -  Володар (3): 2005, 2006, 2007
  -  Фіналіст (1): 2008

- Кубок країн СНД та Балтії
  -  Володар (1): 2007

- Ліга чемпіонів / кубок УЄФА
  - 1/16 фіналу або 2 ВР (3): 2006/07, 2007/08, 2009/10
  - 1/32 фіналу або 2 ВР (2): 2005/06, 2008/09

командні
- найбільша перемога: 20:0 («Двіна», 2007)
- найбільша перемога: 0:12 («Мінськ», 2013)

особисті
- найбільшу кількість матчів у чемпіонатах за команду: О.Волкова (150)
- найкращий бомбардир клубу:
  - у чемпіонатах — Олена Бузинова — 54 голи;
  - за сезон — Олена Бузинова, Наталія Рижевич (обидві — по 28, 2007)

| Сезон | Дивізіон | Місце  | Іг | В  | Н | П  | РМ    | О  | Кубок      | Джерело |
| ----- | -------- | ------ | -- | -- | - | -- | ----- | -- | ---------- | ------- |
| 1995  | вищий    | 4 з 7  | 6  | 6  | 0 | 0  | 1—37  | 0  | ОТ         | [ 3 ]   |
| 1996  | вищий    |        |    |    |   |    |       |    |            |         |
| 1997  | вищий    |        |    |    |   |    |       |    |            |         |
| 1998  | вищий    |        |    |    |   |    |       |    |            |         |
| 1999  | вищий    | з 8    | 14 | 9  | 3 | 2  | 24—15 | 30 |            | [ 4 ]   |
| 2000  | вищий    |        |    |    |   |    |       |    |            |         |
| 2001  | вищий    |        |    |    |   |    |       |    |            |         |
| 2002  | вищий    |        |    |    |   |    |       |    |            | [ 5 ]   |
| 2003  | вищий    | з 7    | 12 | 7  | 2 | 3  | 39—15 | 23 | ½ фіналу   | [ 6 ]   |
| 2004  | вищий    | з 8    | 14 | 12 | 0 | 2  | 54—16 | 36 |            | [ 7 ]   |
| 2005  | вищий    | з 8    | 9  | 9  | 0 | 0  | 38—0  | 27 | Переможець | [ 8 ]   |
| 2006  | вищий    | з 8    | 14 | 12 | 1 | 1  | 68—4  | 37 | Переможець | [ 9 ]   |
| 2007  | вищий    | з 9    | 22 | 18 | 1 | 3  | 131—9 | 55 | Переможець | [ 10 ]  |
| 2008  | вищий    | з 8    | 20 | 14 | 4 | 2  | 49—10 | 46 | фіналіст   | [ 11 ]  |
| 2009  | вищий    | з 9    | 16 | 13 | 1 | 2  | 56—8  | 40 |            | [ 12 ]  |
| 2010  | вищий    | 6 з 9  | 24 | 11 | 3 | 10 | 49—28 | 36 |            | [ 13 ]  |
| 2011  | вищий    | 9 з 10 | 27 | 5  | 4 | 18 | 21—81 |    |            | [ 14 ]  |
| 2012  | вищий    | 7 з 10 | 27 | 10 | 3 | 14 | 67—58 | 33 |            | [ 15 ]  |
| 2013  | вищий    | 7 з 9  | 20 | 5  | 3 | 12 | 28—72 | 18 | ¼ фіналу   | [ 16 ]  |
| 2014  | вищий    | 6 з 7  | 24 | 2  | 1 | 21 | 8—153 | 7  | ¼ фіналу   | [ 17 ]  |
| 2015  | вищий    | 6 з 6  | 20 | 0  | 0 | 20 | 2—137 | 0  | ¼ фіналу   | [ 18 ]  |

| Сезон     | Стадія                                 | Дата                                   | Місто                                  | Суперник                               | Рахунок                                |                                        |
| 2010/2011 | відсторонений від участі рішенням АБФФ | відсторонений від участі рішенням АБФФ | відсторонений від участі рішенням АБФФ | відсторонений від участі рішенням АБФФ | відсторонений від участі рішенням АБФФ | відсторонений від участі рішенням АБФФ |
| 2009/2010 | 1/16                                   | 07.10.2009                             | Вітебськ                               | Дуйсбург                               | 1:5                                    |                                        |
| 2009/2010 | 1/16                                   | 30.09.2009                             | Дуйсбург                               | Дуйсбург                               | 3:6                                    |                                        |
| 2008/09   | 1ВР                                    | 09.09.2008                             | Сараєво                                | Сараєво                                | 2:1                                    |                                        |
| 2008/09   | 1ВР                                    | 06.09.2008                             | Сараєво                                | Гелвей                                 | 0:2                                    |                                        |
| 2008/09   | 1ВР                                    | 04.09.2008                             | Сараєво                                | Цюрих                                  | 1:1                                    |                                        |
| 2007/08   | 2ВР                                    | 16.10.2007                             | Умео                                   | Клужана                                | 1:0                                    |                                        |
| 2007/08   | 2ВР                                    | 14.10.2007                             | Умео                                   | Умео                                   | 0:2                                    |                                        |
| 2007/08   | 2ВР                                    | 11.10.2007                             | Умео                                   | Росіянка                               | 1:3                                    |                                        |
| 2007/08   | 1ОТ                                    | 14.08.2007                             | Салоніки                               | НСА                                    | 2:0                                    |                                        |
| 2007/08   | 1ОТ                                    | 11.08.2007                             | Салоніки                               | Пярну                                  | 6:0                                    |                                        |
| 2007/08   | 1ОТ                                    | 09.08.2007                             | Салоніки                               | ПАОК                                   | 4:0                                    |                                        |
| 2006/07   | 2ВР                                    | 17.09.2006                             | Гельсінкі                              | Брейдаблік                             | 0:1                                    |                                        |
| 2006/07   | 2ВР                                    | 14.09.2006                             | Гельсінкі                              | ХІК                                    | 0:0                                    |                                        |
| 2006/07   | 2ВР                                    | 12.09.2006                             | Гельсінкі                              | «Франкфурт»                            | 0:5                                    |                                        |
| 2006/07   | 1ВР                                    | 13.08.2006                             | Шяуляй                                 | Сараєво                                | 0:1                                    |                                        |
| 2006/07   | 1ВР                                    | 10.08.2006                             | Шяуляй                                 | Фіамма Монца                           | 1:0                                    |                                        |
| 2006/07   | 1ВР                                    | 08.08.2006                             | Шяуляй                                 | Гінтра Універсітетас                   | 1:0                                    |                                        |
| 2005/06   | 1ВР                                    | 13.08.2005                             | Роуднице-над-Лабем                     | Спарта                                 | 0:3                                    |                                        |
| 2005/06   | 1ВР                                    | 11.08.2005                             | Роуднице-над-Лабем                     | Клужана                                | 2:2                                    |                                        |
| 2005/06   | 1ВР                                    | 09.08.2005                             | Роуднице-над-Лабем                     | Гінтра Універсітетас                   | 2:0                                    |                                        |

## Відомі гравчині
- Вікторія Крилова (2000—2001)